# جایزه بزرگ برزیل ۱۹۹۱
جایزه بزرگ برزیل ۱۹۹۱ (انگلیسی: ‎1991 Brazilian Grand Prix‎) یک مسابقهٔ موتوری در رشتهٔ اتومبیل‌رانی فرمول یک بود که در تاریخ ۲۴ مارس ۱۹۹۱ در پیست ژوزه کارلوس پیس واقع در سائو پائولو، برزیل برگزار شد. این گراند پری در میان ۱۶ گراند پری در فصل ۱۹۹۱، مسابقهٔ شمارهٔ ۲ بود.
در این مسابقه که در ۷۱ دور و به مسافت ۳۰۷٫۰۷۵ کیلومتر (۱۹۰٫۸۰۸ مایل) برگزار شد، پول پوزیشن توسط آیرتون سنا کسب شد و سریع‌ترین زمان برای طی یک دور پیست که برابر با ۱:۲۰٫۴۳۶ بود نیز توسط نایجل منسل به ثبت رسید.
آیرتون سنا از تیم مک‌لارن-هوندا، ریکاردو پاتریس از تیم ویلیامز-رنو و گرهارد برگر از تیم مک‌لارن-هوندا به‌ترتیب مقام‌های اول تا سوم مسابقه را کسب کردند.

## رده‌بندی قهرمانی پس از مسابقه
| جایگاه | راننده         | امتیاز |
| ------ | -------------- | ------ |
| ۱      | آیرتون سنا     | ۲۰     |
| ۲      | آلن پروست      | ۹      |
| ۳      | ریکاردو پاتریس | ۶      |
| ۴      | نلسون پیکه     | ۶      |
| ۵      | گرهارد برگر    | ۴      |
| منبع:  |                |        |

| جایگاه | سازنده       | امتیاز |
| ------ | ------------ | ------ |
| ۱      | مک‌لارن-هوندا | ۲۴     |
| ۲      | فراری        | ۱۰     |
| ۳      | ویلیامز-رنو  | ۶      |
| ۴      | بنتون-فورد   | ۶      |
| ۵      | تایرل-هوندا  | ۵      |
| منبع:  |              |        |

یادداشت
- تنها پنج جایگاه نخست از هر رده‌بندی نمایش داده شده‌است.